# Tiken Jah Fakoly
Tiken Jah Fakoly, vlastním jménem Dumbia Mussa Fakoly (* 23. června 1968 v Odienné) je zpěvák a autor písní ve stylu reggae z Pobřeží slonoviny. Ve svých písních i dalších aktivitách se výrazně a kriticky vyslovuje k politickým tématům, např. k postkoloniálním vztahům s Francií (Françafrique), ale rovněž k problémům vnitroafrickým. Jeho angažovanost se neomezuje jen na texty písní, od roku 2009 např. zahájil kampaň Un concert une école (Co koncert, to škola) na podporu základní vzdělanosti v Západní Africe.

## Diskografie
- 1996: Mangercratie
- 1999: Cours d'histoire
- 2000: Le Caméléon
- 2002: Françafrique
- 2004: Coup de gueule
- 2007: L'Africain
- 2008: Live à Paris
- 2010: African Revolution